# Phrynobatrachus natalensis
Phrynobatrachus natalensis е вид жаба от семейство Phrynobatrachidae. Видът не е застрашен от изчезване.

## Разпространение
Разпространен е в Ангола, Бенин, Ботсвана, Бурунди, Гамбия, Гана, Гвинея, Гвинея-Бисау, Демократична република Конго, Еритрея, Етиопия, Замбия, Зимбабве, Камерун, Кения, Кот д'Ивоар, Лесото, Либерия, Малави, Мали, Мозамбик, Намибия, Нигерия, Руанда, Свазиленд, Сенегал, Сиера Леоне, Танзания, Того, Уганда, Централноафриканска република, Южен Судан и Южна Африка.

## Описание
Популацията на вида е стабилна.